# 15332 CERN
A 15332 CERN (ideiglenes jelöléssel 1993 TU24) a Naprendszer kisbolygóövében található aszteroida. Eric Walter Elst fedezte fel 1993. október 9-én.